# BearingPoint
Die BearingPoint Holding B.V. ist eine Unternehmensberatung, die sich auf Management- und Technologieberatung spezialisiert. Seit einem Management-Buy-out im August 2009 ist das Unternehmen im Besitz seiner rund 180 Partner in Europa. BearingPoint beschäftigt rund 6.200 Mitarbeiter in 24 Ländern.

## Konzernprofil
Der Geschäftssitz der Dachgesellschaft von BearingPoint ist Amsterdam. In Deutschland ist das Unternehmen an acht Standorten vertreten: Frankfurt am Main (Hauptsitz), Berlin, Düsseldorf, Hamburg, Leipzig, München, Stuttgart und Walldorf (SAP Solution Center). In der Schweiz ist BearingPoint in Zürich und Genf vertreten. In Österreich gibt es zwei Standorte in Wien und Graz (BearingPoint GmbH).

## Geschäftsbereiche
BearingPoint hat drei Geschäftsbereiche: Consulting, Products und Capital. Diese Struktur ist einheitlich in allen geografischen Regionen.
BearingPoint positioniert sich seit 2010 im Bereich „Business Consulting“. Dazu gehören Strategieerstellung, Prozessmanagement, Customer Relationship Management, Supply Chain Management, Finanzmanagement, Lösungen im Bereich Sicherheit (eSecurity) sowie Technologie, Infrastruktur und Integration.

### Tochtergesellschaften
Eine der Tochtergesellschaften von BearingPoint ist die BearingPoint Technology GmbH (früher: INFONOVA GmbH), gegründet 1989 in Österreich. BearingPoint Technology bietet Produkte und Services im Bereich Operational Support Systems (OSS) und Business Support Systems (BSS), Internet-Infrastruktur-Technologie, Netzwerkmanagement, eSecurity, Interactive TV & Digital Video Broadcasting sowie Technologie und Methodenberatung (Agile Advisory) und Training. Den Bereich BearingPoint RegTech bildet die Tochterfirma BearingPoint Software Solutions ab, die sich auf die Entwicklung, Wartung und Implementierung von Softwareprodukten fokussiert. Das bekannteste Softwareprodukt ist Abacus (ABACUS/DaVinci, ABACUS/GMP, Abacus360 Banking), eine Standard-Softwarelösung für das Meldewesen von Banken in verschiedenen europäischen Ländern (Deutschland, Luxemburg, Niederlande, Schweden, UK, Österreich), bzw. Versicherungen die europäische Säule 3 Anforderungen gemäß Solvency II mit Abacus/Solvency erfüllen können. Im November 2020 wurde bekannt, dass das Unternehmen Nordic Capital BearingPoint RegTech erwirbt, wobei BearingPoint eine Minderheitsbeteiligung behält. Im Jahr 2022 gründete BearingPoint mit dem Technologieanbieter IFS das Joint Venture Arcwide.

## Geschichte

Historisches Logo

Ab dem Jahr 1997 begann die Abtrennung der Sparte „KPMG Consulting“ vom Mutterkonzern KPMG. Am 31. Januar 2000 wurde die amerikanische KPMG Consulting LLC zu einer eigenständigen Gesellschaft, die schließlich am 8. Februar 2001 als KPMG Consulting, Inc., an die New Yorker Börse NYSE ging. In den Jahren 2001 und 2002 übernahm KPMG Consulting, Inc., den Großteil der internationalen Consulting-Gesellschaften der KPMG. Einige Gesellschaften gingen an ATOS Origin oder verblieben bei KPMG.
Seit dem 2. Oktober 2002 wird die heutige Firmierung verwendet. Der Börsenhandel erfolgte ab dem folgenden Tag unter der Bezeichnung „BE“. Infolge des Zusammenbruchs von Arthur Andersen übernahm BearingPoint in verschiedenen Ländern deren Beratungsteile.
Im März 2005 wurde Harry You, damaliger Finanzchef von Oracle und früherer CFO von Accenture, operativer Chef von BearingPoint. Im Januar 2006 wurde Peter Mockler Teil des BearingPoint Management Teams. Er leitet BearingPoint EMEA (Europa, Naher Osten und Afrika) und ist Chairman des deutschen Management-Boards.
2007 führte BearingPoint einen Relaunch seiner Marke durch. In dem Jahr wurden allein in Deutschland mehr als 400 (europaweit 1200) Neueinstellungen durchgeführt. Am 3. Dezember 2007 ersetzte Edwin Harbach Harry You und wurde CEO.
Am 18. Februar 2009 beantragte BearingPoint, Inc., die Eröffnung eines Insolvenzverfahrens nach Chapter 11 des US-Konkursrechts. Alle Gesellschaften außerhalb der USA, vor allem die Gesellschaften in EMEA, z. B. die BearingPoint GmbH in Deutschland, waren von diesem Verfahren nicht betroffen. Im August 2009 gelang BearingPoint EMEA der Management-Buy-out. Seit diesem Zeitpunkt ist BearingPoint EMEA ein rechtlich selbständiges Unternehmen. Die Leitung hatte weiterhin Peter Mockler inne, der im Mai 2015 als Managing Partner von BearingPoint zum zweiten Mal bestätigt wurde. Von 2018 bis 2024 führte Kiumars Hamidian das Unternehmen als Managing Partner. Im Jahr 2024 wurde Matthias Loebich zum Managing Partner von BearingPoint gewählt.
Die europäische BearingPoint-Partnerschaft hat ihren Umsatz seit dem Management-Buy-out von 441 Millionen Euro im Jahr 2009 auf 1,068 Milliarden Euro im Jahr 2024 gesteigert. Das Unternehmen verfügt über 47 eigene Niederlassungen in 24 Ländern und hat nach eigenen Angaben im Jahr 2024 2.065 Projekte in über 30 Ländern durchgeführt.

## Name
Das Wortpaar „BearingPoint“ kommt ursprünglich aus der Navigation und heißt wörtlich übersetzt „Peilpunkt“ oder auch „Kursrichtung“. Der Name soll widerspiegeln, dass BearingPoint ein Geschäftspartner ist, der seinen Kunden hilft, Richtungen aufzuzeigen und Ergebnisse für langfristigen Erfolg zu erzielen.

## Auszeichnungen
BearingPoint hat achtmal in Folge eine Auszeichnung beim „Best of Consulting“ Award der WirtschaftsWoche erhalten:
- 2016 erhielt BearingPoint den Award in der Kategorie „Project Excellence - Marketing und Vertrieb“ sowie den „Sonderpreis Digitalisierung“ für den Aufbau einer digitalen Plattform.[11]
- 2017 wurde das Projekt „Digital Twin – Factory Navigator“ mit dem zweiten Platz in der Kategorie „Sonderpreis Digitalisierung“ ausgezeichnet. Im Rahmen des Projekts wurde eine Plattform entwickelt, um einen sogenannten Digital Twin (Digitaler Zwilling) der Logistikabläufe zu schaffen.[12][13]
- 2018 erhielt BearingPoint die Auszeichnung in der Kategorie „Operational Excellence“ für ein Industrie-4.0-Projekt. Zusätzlich wurde BearingPoint mit dem dritten Platz in der Kategorie „Sonderpreis Pro Bono“ für die Unterstützung eines Sozialunternehmens im Kampf gegen Brustkrebs ausgezeichnet.[14][15]
- 2019 gewann BearingPoint in Zusammenarbeit mit der KfW-Entwicklungsbank den „Best-of-Consulting“-Award in der Sonderkategorie „Sustainable Finance“. Zudem wurde BearingPoint für ein Transformationsprojekt bei Vodafone mit „Exzellent“ in der Kategorie „Marketing und Organisation“ ausgezeichnet.[16][17]
- 2020 gewann BearingPoint mit Continental den „Best-of-Consulting“-Award in der Kategorie „Operations – Digitalisierung“. In der Kategorie „Technology – Analytics“ wurde die Firma zusammen mit Vodafone ausgezeichnet. Zudem qualifizierte sich BearingPoint zusammen mit der BMW Group in der Kategorie „Strategy – Supply Chain Management“.[18][19]
- 2021 gewann BearingPoint mit Vodafone den zweiten Platz in der Kategorie „Sonderpreis Digitalisierung“. Im Rahmen des Projekts hatte Vodafone gemeinsam mit BearingPoint eine Echtzeit-Kommunikationsplattform eingeführt.[20][21]
- 2022 wurde BearingPoint für die erfolgreiche Automatisierung der Marketing- und Vertriebsprozesse der Gothaer Versicherungsbank ausgezeichnet.[22]
- 2023 erhielt BearingPoint einen „Best-of-Consulting“-Award für ein Stromnetz-Projekt beim Übertragungsnetzbetreiber 50Hertz Transmission.[23][24]

## Kritik
Linus Neumann kritisierte 2013 auf dem 30C3-Kongress die gleichzeitige Beratungstätigkeit von BearingPoint für die konkurrierenden Produkte De-Mail der Bundesregierung und E-Postbrief der Deutschen Post sowie bei der Formulierung von dafür relevanten Gesetzestexten. Er kritisierte außerdem die Beratung durch BearingPoint des Bundesamtes für Sicherheit in der Informationstechnik bei dessen Zusammenstellung einer Checkliste für Einstufungen von Sicherheitsanforderungen an deutsche Cloud-Systeme. Alle aus den Beratungen resultierenden Produkte haben gemein, dass sie keine Ende-zu-Ende-Verschlüsselung anbieten bzw. miteinbeziehen. Sie würden auch kein alternatives, ähnlich sicheres Konzept zur Verschlüsselung zur Verfügung stellen.